# .tk
.tk ist die länderspezifische Top-Level-Domain (ccTLD) von Tokelau, einem von Neuseeland abhängigen Gebiet. Sie wurde am 7. November 1997 bei der IANA registriert.

## Vergabestelle
Formell untersteht die Domain dem staatlichen Telekommunikationsunternehmen Teletok. Operativ verwaltet und wirtschaftlich verwertet werden die Domains unterhalb von .tk jedoch von der Domain Name Registry Dot TK. Die Annahme, die Einnahmen der Vergabestelle würden einen beträchtlichen Anteil des gesamten Bruttoinlandsprodukts von Tokelau ausmachen, wurde vom ehemaligen Leiter von Teletok abgestritten. Als Besonderheit vergibt die Dot TK neue Domains nicht nur über akkreditierte Registrare, sondern auch direkt an Endkunden weltweit.

## Vergabekriterien
Im Gegensatz zu den meisten ccTLDs sind Domains unterhalb von .tk kostenlos, sofern sie aktiv genutzt werden. Dabei kann der Domain-Registrant entweder eigene Nameserver verwenden oder eine Web-Weiterleitung nutzen. Nicht genutzte, kostenlose Second-Level-Domains können innerhalb von drei Tagen ohne Vorwarnung gelöscht werden, ebenso ist die Verwendung für pornographische oder andere jugendgefährdende Inhalte, wie zum Beispiel Glücksspiele, ausdrücklich nicht gestattet. Für bezahlte Domains gelten andere Richtlinien.
Die meisten .tk-Domains sind in Russland, Indien und China registriert, in Europa und den USA ist die Verbreitung dagegen eher gering. Eine .tk-Domain darf zwischen drei und 63 Zeichen lang sein, internationalisierte Domainnamen werden nicht unterstützt. Die Registrierung benötigt durchschnittlich 24 Stunden.
Im Jahr 2009 sorgte .tk für Verwirrung, da die Betreiber öffentlich 15 Millionen registrierte Adressen gemeldet hatten. Experten führten den außergewöhnlich hohen Wert auf die Nutzung der Domain als Kurz-URL-Dienst zurück. Im Juni 2013 wurde die Zahl von 16,7 Millionen registrierter Adressen offiziell bestätigt, was .tk als beliebteste länderspezifische Top-Level-Domain weltweit qualifizierte. Experten führten das zu diesem Zeitpunkt auf die teilweise kostenlose Vergabe von .tk-Domains zurück. 2015 war die Zahl registrierter Adressen unter der .tk Top-Level-Domain auf über 27 Millionen gestiegen, 2016 auf über 31 Millionen.

## Betrugsversuche
Die Top-Level-Domain .tk ist international dafür bekannt, besonders gerne von Betrügern genutzt zu werden. Insbesondere im Bereich Phishing geht von der Endung eine besonders große Gefahr aus, da nach einer im Herbst 2012 freigegebenen Studie mehr als die Hälfte aller derartigen Angriffe von .tk-Domains aus durchgeführt werden. Schon im Jahr 2008 hat der Sicherheitsspezialist McAfee die Adresse auf der Weltkarte der gefährlichsten Top-Level-Domains geführt, zusammen mit der von Hongkong (.hk).